# Соломоново
Соломоново (угор. Tiszasalamon, словац. Šalamúnová) — село в Ужгородському районі Чопської міської громади Закарпатської області на річках Тиса та Латориця. Колишні назви — селище Шоломон, с. Тісошоломон, с. Соломон, с. Соломонове.
Село є крайнім західним населеним пунктом України. За півтора кілометра на захід — кордон зі Словаччиною, де розташована найзахідніша точка України — стариця Мертва Тиса (Ченя).

## Історія
У першій письмовій згадці про село (1281) повідомляється, що воно належало шляхтичу Петру. В джерелах ХІІІ — XIV ст. село відоме під назвами «Salamun», «Solomon», «Salamon». Можливо, назва села походить від його власника Соломона. В XII ст. селом володіли шляхтичі з Требишіва (Східна Словаччина), які 1300 передали його Ужанському наджупану Петру Петені. З першої половини XIV ст. власниками Соломонова були графи Другети.
В 30-х роках XIV ст. в селі існував католицький костел, який у період Реформації переходив від католиків до реформатів і навпаки.
1427, крім господарства кенейза (шолтейса), Соломоново було оподатковано від 14 порт. Тоді село вважалося поселенням середнього розміру. У XVI ст. кількість жителів села значно зменшилася. 1588 було оподатковано 9 селянських господарств, у власності яких було 1,75 порти. 1599, через десятиліття, в селі нараховувалось близько 20 селянських домогосподарств, костел, парафія, школа.
Джерела, датовані XVIII ст., зараховують Соломоново до мадярських сіл.
У 1923 році чехословацькі легіонери та їхні родини заснували поселення Страж (словац. Stráž, угор. Strázs), на залишковому фермі в 250 га на північ від залізничної лінії (сьогодні Шевченка вул., Першотравнева вул., Латорицька вул., Демократична вул.). У той час новостворена Чехословаччина запропонувала легіонерам сільськогосподарські угіддя в Східній Словаччині та на Підкарпатті, звільнені земельною реформою. Сім'ї спочатку жили в імпровізованих просторах, потім будували будинки; до поселення іммігрували також кілька русинських жителів,. У Стражі існувала залізнична станція Stráž pri Čope, і до цього дня залізничний прикордонний перехід Чоп — Чєрна-над-Тисою називається Страж.
Після приєднання в 1946 році радянською стороною була перекрита чехословацька автомагістраль 553 Мукачево — Кральовски-Хлмец, що зв'язує Соломоново з Чехословаччиною (48 ° 26'07 «пн. ш. 22 ° 08'17» в.). Словаччина і Україна планують відновити автомагістраль і відкрити новий прикордонний перехід.
У 1995 році рішенням Закарпатської обласної ради назва села була змінена з Соломонове на Соломоново.

## Політика

### Парламентські вибори, 2019
На позачергових парламентських виборах 2019 року у селі функціонувала окрема виборча дільниця № 210595, розташована у приміщенні сільської ради.
Результати
- зареєстровано 1142 виборці, явка 49,65 %, найбільше голосів віддано за «Слуга народу» — 52,09 %, за Всеукраїнське об'єднання «Батьківщина» — 9,62 %, за партію «Патріот» — 9,07 %.[7] В одномандатному окрузі найбільше голосів отримав Йосип Борто (самовисування) — 45,99 %, за Андрія Андріїва (самовисування) — 14,48 %, за Олександра Пекаря (Слуга народу) — 13,50 %[8].

## Населення

### Мова
Розподіл населення за рідною мовою за даними перепису 2001 року:
| Мова            | Кількість | Відсоток |
| --------------- | --------- | -------- |
| угорська        | 831       | 59.91 %  |
| українська      | 517       | 37.27 %  |
| російська       | 27        | 1.95 %   |
| вірменська      | 6         | 0.43 %   |
| білоруська      | 2         | 0.15 %   |
| румунська       | 2         | 0.15 %   |
| словацька       | 1         | 0.07 %   |
| інші/не вказали | 1         | 0.07 %   |
| Усього          | 1387      | 100 %    |

## Промисловість
У Соломонові розташований завод «Єврокар» (англ. Eurocar) — офіційний виробник автомобілів марок Volkswagen Group в Україні, в першу чергу — Шкода.

## Туристичні місця
- найзахідніша точка України — стариця Мертва Тиса (Ченя).
- реформатський храм

## Відомі особи
- Горал Ян (Horal Jan)[cs], (оригінальна назва — Гоффман Ян) — (1923–2011) — чеський ветеран війни, менеджер, бізнесмен, готельєр, ініціатор культурного життя та меценат ветеранів війни.

## Галерея

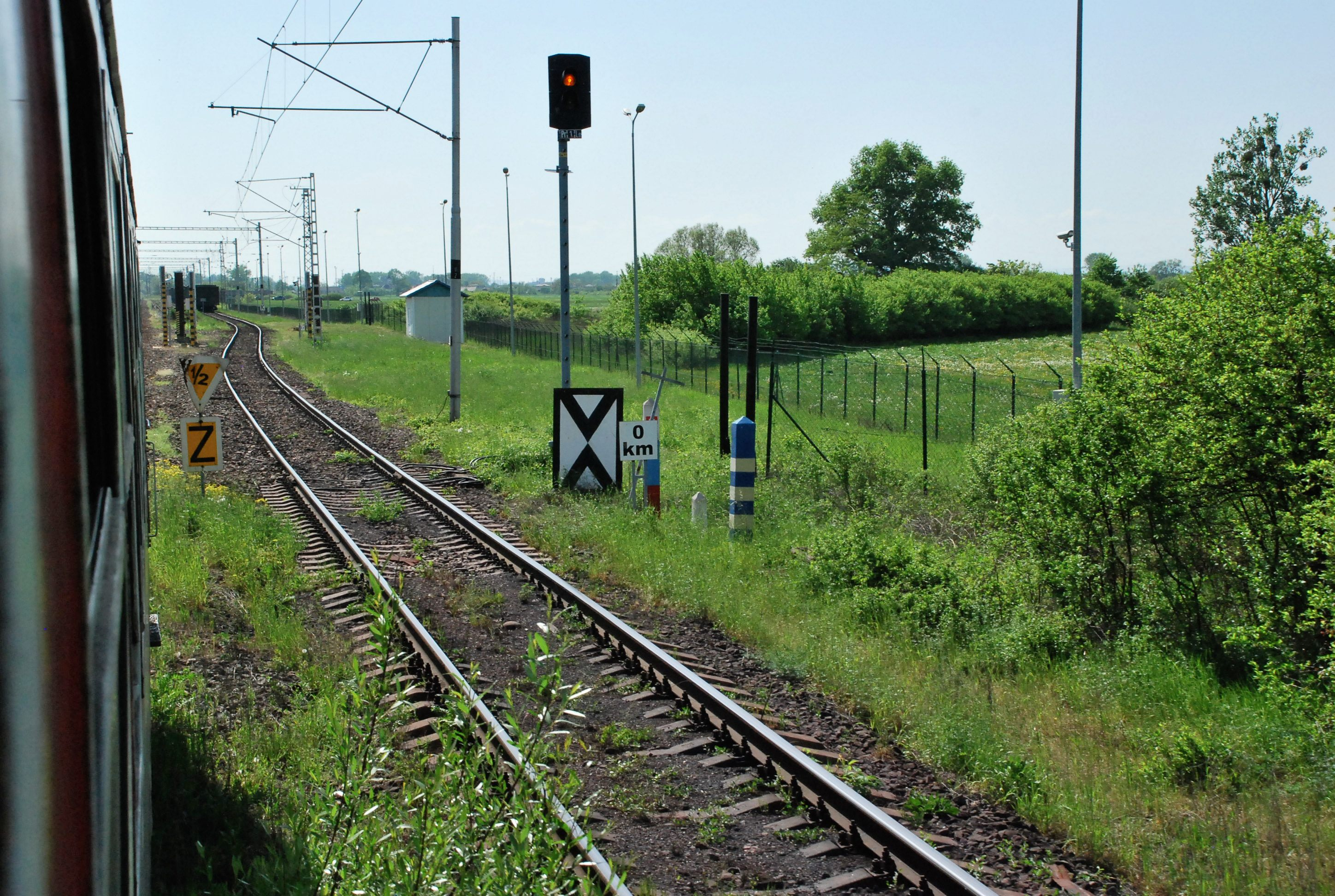
Кордон зі Словаччиною
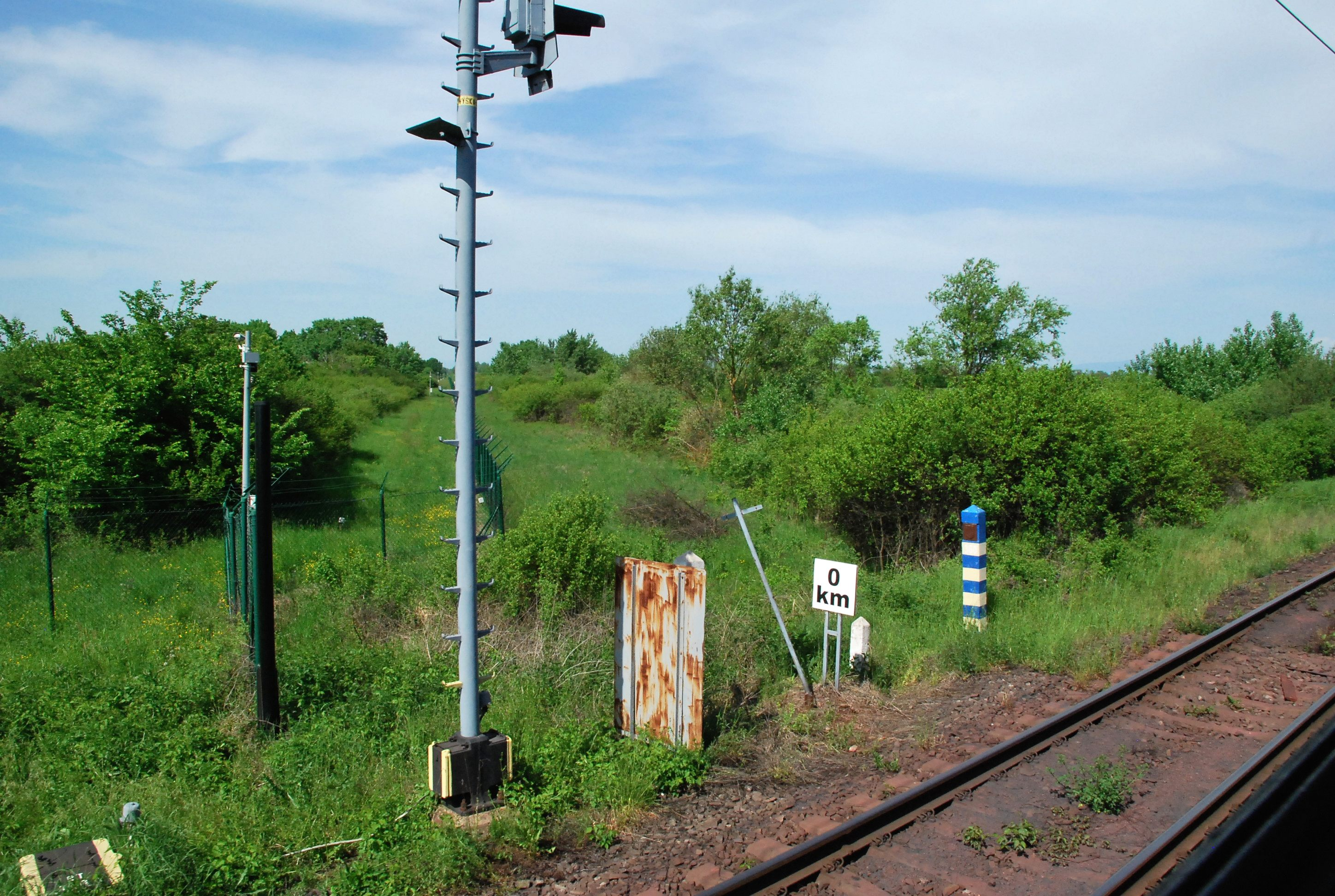
Прикордонний знак №360
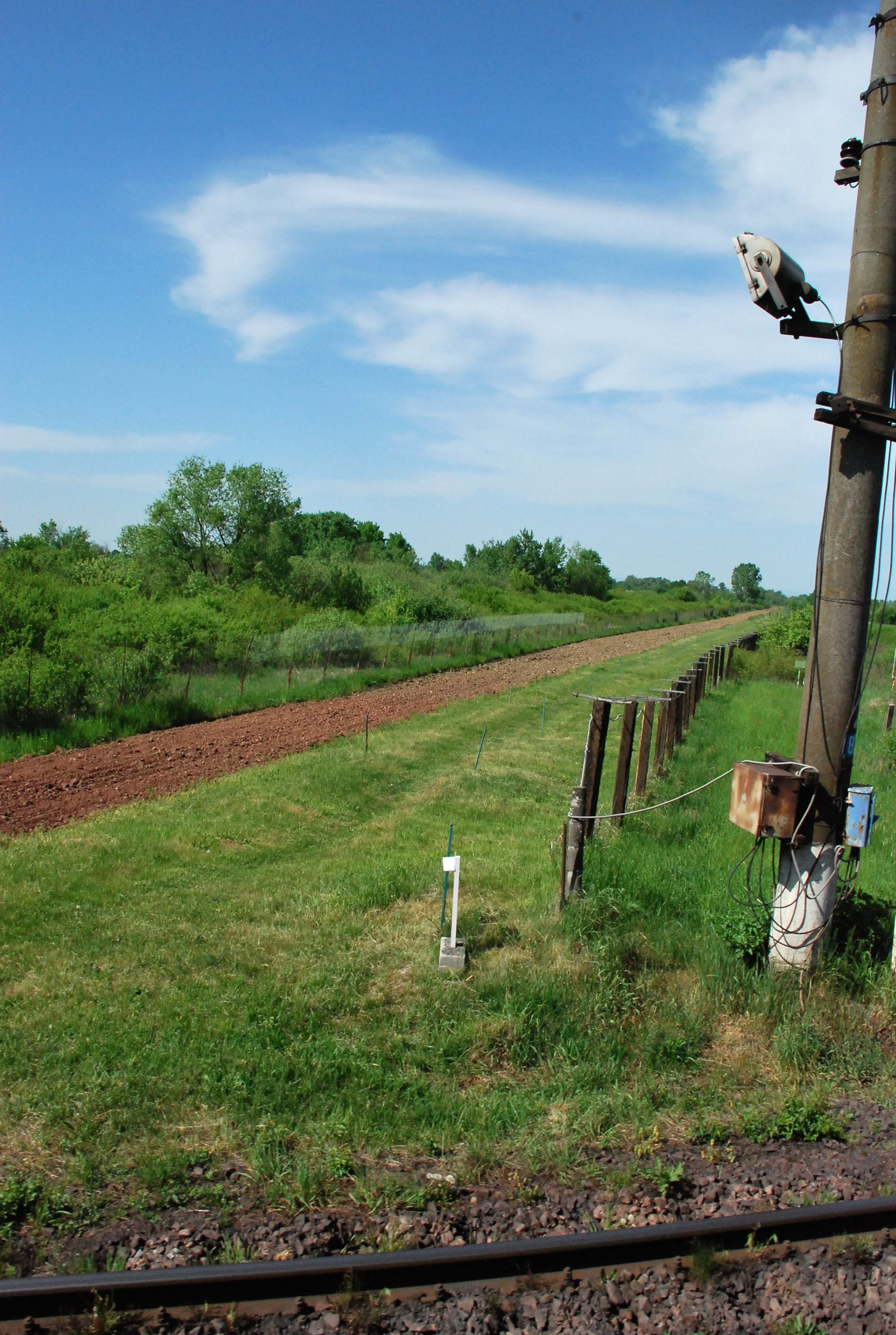
Прикордонна сигналізація
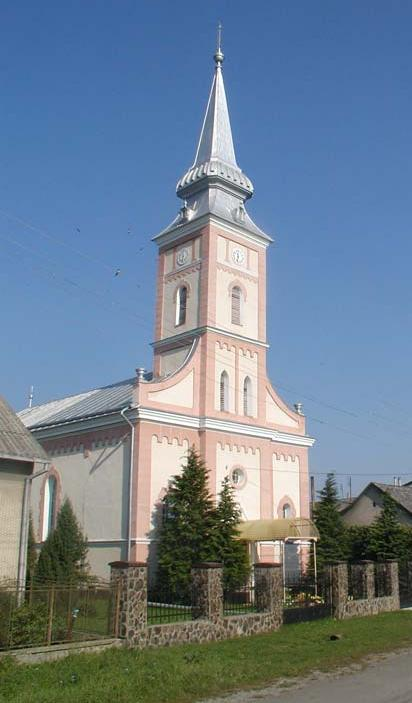
Церква
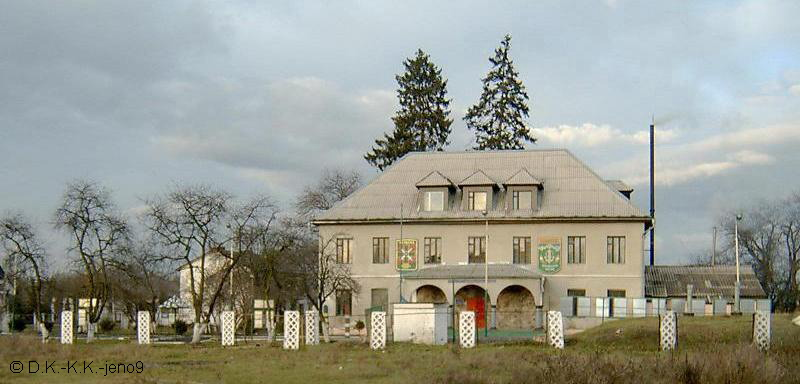
Уряд
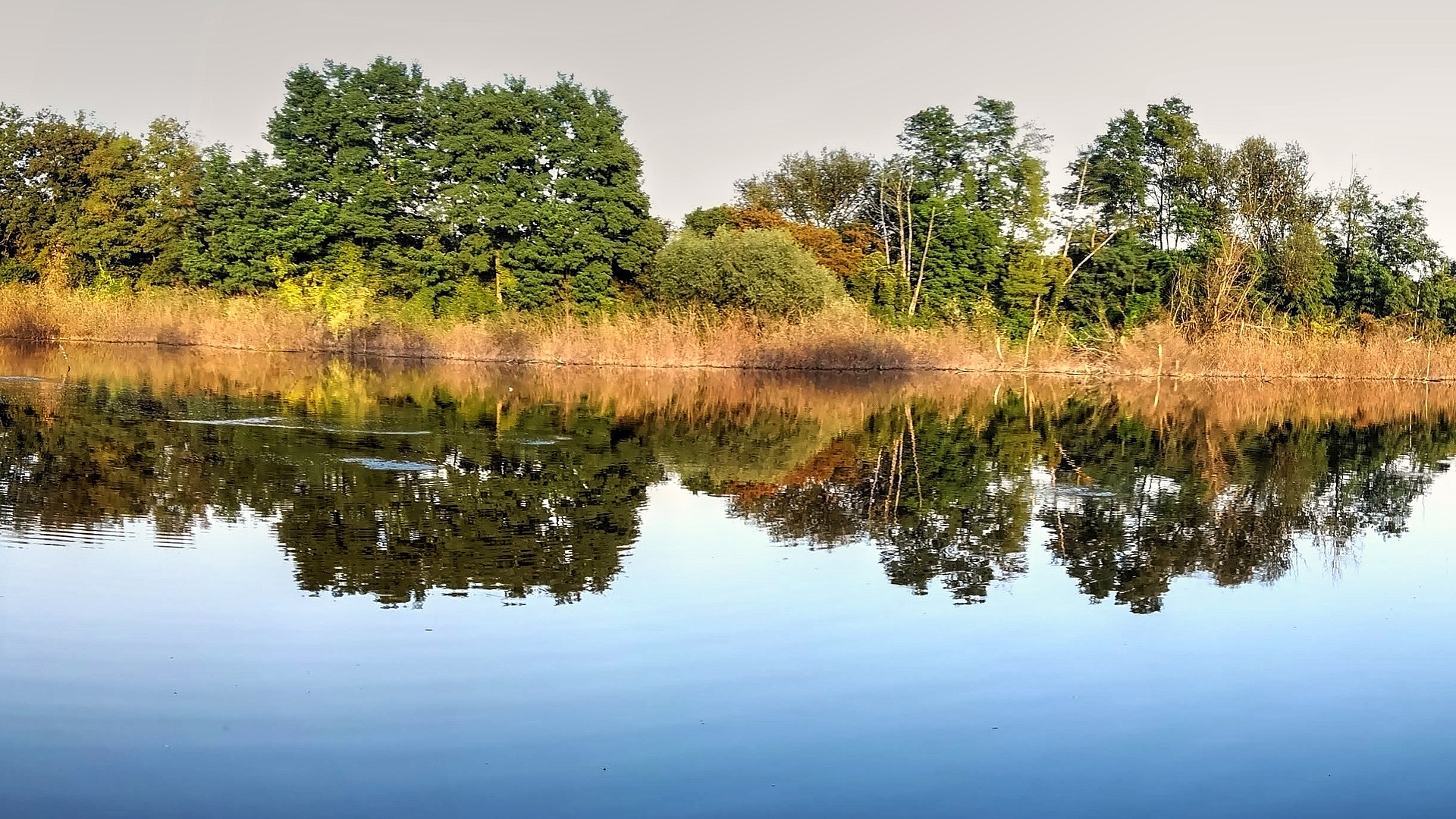
Стариця Мертва Тиса